# رعاية جوالة
الرعاية الجوالة أو رعاية العيادات الخارجية هي الرعاية الصحية المقدمة للمرضى غير المقيمين في المشافي وتوفر خدمات التشخيص، والمراقبة، وتقديم الاستشارات والمداخلات الطبية، والمعالجة، وخدمات إعادة التأهيل. وتتضمن أيضًا توفير الإجراءات الطبية، وخدمات التقانة الطبية المتقدمة.
حالات الرعاية الجوالة الفعالة: تقلل الرعاية الجوالة الجيّدة الحاجة إلى دخول المشفى (رعاية المرضى المقيمين في المشافي) في مثل هذه الحالات. يعتبر مرضى السكري، ومرضى داء الانسداد الرئوي المزمن مثالًا لحالات الرعاية الجوالة الفعالة.
تتضمن الخدمات الأساسية للرعاية الجوالة إجراء الفحوصات، ومعالجة الأمراض المزمنة والحادة، وتوفير الخدمات الوقائية الصحية، والإجراءات الطبية، والجراحات الصغرى، ومعظم أنواع خدمات طب الأسنان، والمعالجات الجلدية، وتقديم الإجراءات التشخيصية (مثل تحليل الدم، والتصوير التشخيصي الطبي، والتنظير الداخلي، والخزعة). تشمل الأنواع الأخرى من خدمات الرعاية الجوالة، خدمات الطوارئ، وخدمات إعادة التأهيل، وتقديم الاستشارات الطبية الهاتفية. تستهلك خدمات الرعاية الجوالة معظم نفقات المشافي، وتمثل الأداء التطبيقي لأنظمة الرعاية الصحية في معظم البلدان، بما في ذلك البلدان النامية.

## التعليم الطبي والمهني
تتألف خدمات الرعاية الجوالة من فريق متعدد الاختصاصات، وتشمل على سبيل المثال، الأطباء، والممرضين الممارسين، والصيادلة، وأخصائي العلاج الوظيفي المهني، وأخصائي العلاج الطبيعي، ومعالجي النطق، وغيرهم من العاملين في قطاع الرعاية الصحية.
أصبحت الرعاية الجوالة مكونًا أساسيًا في النظام التعليمي لمختلف الاختصاصات الطبية. سعت برامج الإقامة في الطب الباطني في جميع أنحاء أمريكا الشمالية لدمج أساسيات الرعاية الجوالة مع التعليم الطبي. يركز التدريب الطبي الجوال على تدبير المريض من خلال العمل ضمن فريق متعدد الاختصاصات، وتأمين الاستمرارية في رعاية المرضى لفترة طويلة.

## المعالجات
تقلل الرعاية الجوالة المناسبة من الأمراض أو الحالات التي تحتاج إلى دخول المشافي، وتسمى عندها بحالات الرعاية الجوالة الفعالة.  تتطلب هذه الحالات متابعة مستمرة ومراجعة مراكز الرعاية الجوالة عدة مرات. يحتاج بعض المرضى للمراقبة الطبية المستمرة، ويُنصح آخرين بمراجعة المراكز الجوالة عند معاودة الأعراض أو ظهور أعراض جديدة.
تتضمن حالات الرعاية الجوالة الفعالة الأكثر شيوعًا كلًا من:
- الذبحة الصدرية.
- الربو.
- السرطان.
- الداء الانسدادي الرئوي المزمن.
- الألم المزمن.
- قصور القلب الاحتقاني.
- أمراض الأسنان.
- الداء السكري.
- عسر شحميات الدم.
- أمراض الأنف والأذن والحنجرة.
- الصرع.
- فيروس العوز المناعي البشري.
- ارتفاع ضغط الدم.
- داء الأمعاء الالتهابي.
- الإنفلونزا، وذات الرئة، والأمراض القابلة للوقاية باللقاح.
- فقر الدم الناجم عن عوز الحديد.
- الرعاية التلطيفية.
- مرض التهاب الحوض.
- الأمراض الخثارية.
- السل.

تقاس جودة الرعاية الصحية الأولية بمقدار حاجة مرضى الرعاية الجوالة للاستشفاء. تساعد الرعاية الجوالة المناسبة في تقليل حالات القبول في المشافي، والسيطرة على النوبات الحادة، وتدبير الأمراض المزمنة، ولكن تستوجب بعض حالات الرعاية الجوالة القبول في المشفى.

## السلامة
لوحظت بعض المخاوف المتعلقة بسلامة الرعاية الطبية الجوالة. تتضمن الأسباب المحتملة لانخفاض مستوى السلامة، حدوث الأخطاء الدوائية والتشخيصية، وفقدان التواصل والتنسيق أثناء رعاية المرضى. يعتبر تغيب المرضى عن مواعيد المراجعة من الأخطاء الخطيرة التي تحدث أثناء الرعاية الجوالة، ويمكن أن تؤدي إلى نتائج خطيرة وتأخير في التشخيص والعلاج.
ساعدت التطورات في مجال تكنولوجيا المعلومات في تقليل المخاوف المتعلقة بسلامة الرعاية الطبية الجوالة، وذلك من خلال تحسين إدارة السجلات الطبية الإلكترونية، وتحسين التشغيل المتوافق، وزيادة التواصل مع المهنيين الصحيين. اقترح البعض تصميم سياسات دفع للمهنيين الصحيين، والتركيز بشكل أكبر على مستوى السلامة، وعلى أعداد المرضى. أعلنت العديد من الاستراتيجيات لزيادة التفاعل بين المرضى ومقدمي الرعاية الصحية، وتحسين طرق جمع بيانات المرضى بهدف زيادة مستوى السلامة وتحقيق رعاية أفضل للمرضى.